# Emmanuel de Bouillon
Emmanuel Thédore de la Tour d’Auvergne de Bouillon (ur. 24 sierpnia 1643 w Turenne, zm. 2 marca 1715 w Rzymie) – francuski dyplomata, kardynał, książę Albret.

## Życiorys
Trzeci syn księcia Fryderyka Maurycego z Sedan. W wieku 15 lat został kanonikiem Liège, w 1667 zrobił doktorat na Sorbonie.
W sierpniu 1669 został nominowany kardynałem prezbiterem przez papieża Klemensa IX na życzenie króla Francji Ludwika XIV, który dwa lata później mianował go swym Wielkim Jałmużnikiem (de Bouillon sprawował tę funkcję do 1700) i obdarzył wieloma beneficjami (m.in. opactwo Cluny). W 1689 awansował do rangi kardynała biskupa Albano, a w 1698 został kardynałem biskupem Porto e Santa Rufina i subdziekanem kolegium kardynalskiego. Był jednym z liderów francuskiej frakcji wśród kardynałów. W tym czasie, wskutek intryg na dworze królewskim, popadł w niełaskę króla, który odmówił wsparcia jego starań o niektóre beneficja (m.in. biskupstwo Liège). Kardynał odwdzięczył się stworzeniem satyry na Ludwika XIV, która bardzo dotknęła Króla Słońce. W 1698 doszło do pojednania między nimi, tak że kardynał został nawet ambasadorem Ludwika przy Stolicy Apostolskiej. Ponieważ jednak wbrew królewskim instrukcjom wspierał François Fénelon'a i kwietystów przeciw Jacques'owi Bossuet'owi, ponownie doszło do zatargu i w sierpniu 1700 król wezwał go z powrotem do Francji. Bouillon odmówił powrotu tłumacząc zbliżającym się konklawe (Innocenty XII był już wówczas ciężko chory, zmarł 27 września 1700), i tym, że z uwagi na śmierć kardynała Alderano Cibo, musiał przejąć obowiązki dziekana Św. Kolegium Kardynałów. Król nie przyjął tego tłumaczenia i zasekwestrował wszystkie jego dobra we Francji.
Kardynał pozostał w Rzymie przez cały rok 1700, uczestnicząc w obchodach roku jubileuszowego. Przewodniczył konklawe po śmierci Innocentego XII i konsekrował nowego papieża Klemensa XI, który w grudniu 1700 przeniósł go do diecezji podmiejskiej Ostia e Velletri. Na wieść o zajęciu swych dóbr powrócił do Francji i podporządkował się królowi. Mimo to na kilka lat wygnany został do opactwa Tournus. Pojednał się ponownie z królem w maju 1710. Ponieważ jednak król odmówił przywrócenia mu władzy nad opactwem Cluny, ponownie doszło do konfliktu i Bouillon uciekł do Niderlandów. Parlament wydał wówczas nakaz jego aresztowania i ponownego zajęcia jego dóbr. Bouillon nigdy już nie powrócił do Francji, wskutek podjętych zabiegów udało mu się jednak przed śmiercią zrehabilitować wobec króla, który przywrócił mu jego dochody. Zmarł w Rzymie w 72. roku życia.